# StEG I 118–124
A StEG I 118–124 hét szerkocsis gőzmozdony volt az Osztrák–Magyar Államvasút-Társaságnál (ÁVT, németül Staats-Eisenbahn-Gesellschaft, StEG).
Ezeket a mozdonyokat még a Bécs-Győr Vasút (németül:Wien-Raaber Bahn, WRB) rendelte meg, a Bruck—Újszőny-i (ma Komárom) vonal forgalmához, de a vonal eladása miatt a mozdonyokat már az ÁVT állította forgalomba. A mozdonyokat az akkori szokásoknak megfelelően elnevezték TOTIS, NEU SZŐNY, BABOLNA (később: LANZENDORF), MARTINSBERG, ZURNDORF, RAAB nevekre és a 118-124 pályaszámokat kapták. A mozdonyok belsőkeretes, külső hengerelrendezésűek, belső vezérlésűek voltak.
Az 1B építésű mozdonyok nagyobb átmérőjű hajtókerekei arra utalnak, hogy nem tehervonati szolgálatra tervezték őket. Az ÁVT 1873-ban a IIIf osztály 354–356 pályaszámait osztotta ki nekik. A mozdonyokat 1897–ben selejtezték.
1891 után néhány példány a sorozat mozdonyaiból a MÁV tulajdonába is került, de besorolást már nem kapott.

## Fordítás
- Ez a szócikk részben vagy egészben  a   StEG I 118–124 című német Wikipédia-szócikk fordításán alapul.  Az eredeti cikk szerkesztőit annak laptörténete sorolja fel. Ez a jelzés csupán a megfogalmazás eredetét és a szerzői jogokat jelzi, nem szolgál a cikkben szereplő információk forrásmegjelöléseként.